# Петрос Яковидис
Петрос Яковидис (на гръцки: Πέτρος Ιακωβίδης) е гръцки певец, композитор и текстописец. Яковидис се занимава с музика от ранните си студентски години. Изучавал е музикални инструменти като китара, бузуки, перкусии и пиано. От 2015 година е изпълнител на собствени песни, както и композитор и текстописец на песни, изпълнявани от артисти като Константинос Аргирос и Натаса Теодориду.

## Биография

### Ранни години
Петрос Яковидис прекарва детството си в Кавала, Гърция. Започва да работи като певец на 15 години. Дядо му е певец и приятел на Стелиос Казантидис, сестра му Морфула Яковиду също е певица. Баща му Ставрос Яковидис е бивш футболист, играл за отбори като „Докса“ — Драма и „Скода“ — Ксанти.

### Музикална кариера
През март 2015 година Яковидис записва първия си сингъл „Ο Έρωτας Μου Γίνε“ (Стани моята любов) с музикалния лейбъл Minos EMI. През 2016 година издава песните „Βάλε“ (Налейте), „Αγκαλιά“ (Прегръдка) и „Κοριτσάκι Μου“ (Моето момичеченце), като всички попадат в гръцките класации. През юни 2017 година представя първия си студиен албум, озаглавен „Αποτυπώματα“ (Пръстови отпечатъци). Няколко месеца по-късно албумът получава златен сертификат. В края на 2018 година Яковидис издава втория си студиен албум, озаглавен „Σου Τα 'Δωσα Όλα“ (Дадох ти всичко). Албумът съдържа 10 песни с негова музика и текст на Олга Влахопулу и Вики Геротодору. В ефира се появяват следните песни: „Gela mou“ (Смейте се за мен), „Βράδια Αξημέρωτα“ (Нощи без зазоряване), „Μη Θυμώνεις“ (Не смей), „Σου Τα 'Δωσα Όλα“ и „Παραφέρεσαι“ (Държиш се лошо).
На 2 юли 2019 година Яковидис издава песента „Φοβάμαι“ (Страхувам се). На следващата година излизат песните „Κοιμήσου Απόψε Εδώ“ (Спете тук тази нощ), „Σ' Αγαπάω Σου Φώναξα“ (Извиках ти „Обичам те“) и „Mi thimoneis“ (Не се сърди).
През 2021 година Яковидис печели наградата за най-добро видео „Елинико Хорефтико“ с песента „Σ' Αγαπάω Σου Φώναξα“ на MAD Video Music Awards 2021. Същата година излизат песните „Τατουάζ“ (Татуировка), „Μου 'λειψες Πολύ“ (Толкова ми липсваше) и „Άστο“. С песента „Μου 'λειψες Πολύ“ той печели наградата за най-добра лаика песен на MAD Видео Мюзик Ъуордс 2022.
През лятото на 2022 година излиза третият му студиен албум Odos Tsimiski. През декември 2022 г. той е награден от кмета на Солун със специален почетен плакет за албума „Οδός Τσιμισκή“ в знак на признание и благодарност, за приноса му за изпъкването на една от най-характерните улици на града. След като подписва с Пинък Рекърдс, първата му издадена песен е „Τραγουδώ Για Σένα (Να Να Να)“ (Пея за теб), която пожънва успех, последвана от други два сингъла „Αχ Καρδούλα Μου“ (Ах, сърчице мое) и „Σήκωσε Το Τηλέφωνο“ (Вдигни телефона). През 2022 година е водещ на нощното шоу Fantasia Live заедно с певицата Жозефин, а през 2023 година за втора поредна година отново се появява във Fantasia Live, този път заедно с Лена Зевгара.
През 2023 година той издава новия си албум „Καλησπέρα“ (Добър вечер) с Паник Рекърдс.

## Дискография

### Студийни албуми
- Αποτυπώματα (2017)
- Σου Τα 'Δωσα Όλα (2018)
- Οδός Τσιμισκή (2022)
- Καλησπέρα (2023)